# Matti Tuloisela

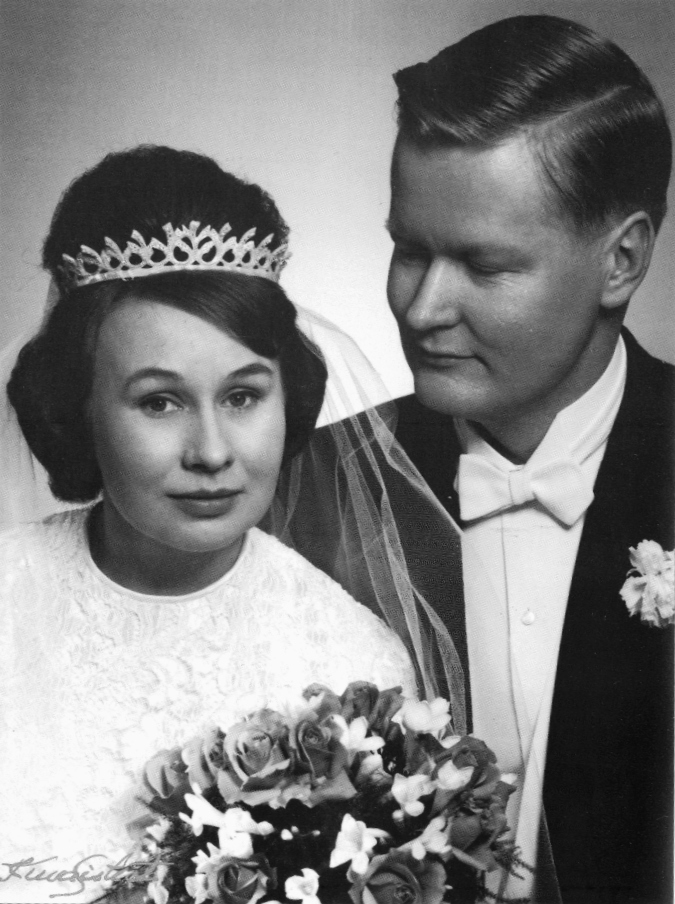
Matti Tuloisela jämte sin maka Kaisu Tuloisela år 1963.

Matti Jalo Veikko Tuloisela, född 5 maj 1931 i Jyväskylä, är en finländsk sångare (basbaryton).
Tuloisela blev juris kandidat 1959. Han verkade 1961–1966 vid Kuopio musikinstitut, först som lärare och prorektor och sedan som rektor 1962–1966. Han blev 1966 lektor i solosång vid Sibelius-Akademin, där han var prorektor 1971–1974.
Tuloisela har gästspelat vid Finlands nationalopera och uppträtt som konsert- och oratoriesångare i hemlandet och ute i Europa. Han har även sjungit in sånger på skiva.
Han mottog Pro Finlandia-medaljen 1974.